# Музей Михаила Коцюбинского
Музей Михаила Коцюбинского в Симеизе — музей украинского писателя, расположенный в городе Симеиз в Крыму.

## История
Музей Михаила Коцюбинского в Симеизе существовал с 1968 года, но в 2009 году был закрыт. После реконструкции помещения 15 мая 2011 года в Симеизе состоялось повторное открытие музея.
Свое пребывание в Симеизе Михаил Коцюбинский увековечил в новелле «На камне». В 1911 году он приехал в Симеиз второй раз и уже с семьей, снял комнату у купца Гафурова. Именно в этом доме — ныне на улице Октябрьской — сегодня действует мемориальный музей.
Экспозиция музея рассказывает о жизненном и творческом пути классика украинской литературы. Материалы для выставки собирались усилиями музеев Коцюбинского в Виннице, Чернигове, а также краеведческими музеями Алушты и Ялты.

## Общественная инициатива в поддержку музея
Доктор медицинских наук, активный общественный деятель города Ялта В. В. Навроцкий на открытии музея сказал:
Возрождение музея в Симеизе должно послужить предпосылкой для превращения поселка с его удивительными памятниками истории и природы в поселок Коцюбинского, вроде волошинского Коктебеля, где следовало бы проводить регулярные литературно-исторические чтения и различные конференции.
В 2015 году на территории музея состоялась экспозиция на тему истории Симеиза.